# ليفتيريس كاكيسيس
ليفتيريس كاكيسيس (باليونانية: Λευτέρης Κακιούσης)‏ مواليد 7 يونيو 1968 في سالونيك، هو مدرب كرة سلة يوناني ولاعب معتزل. بدأ مسيرته الاحترافية في سنة 1987. يبلغ طوله 5 قدم 11 بوصة (1.8 م). مثّل منتخب بلاده. شارك في دورة الألعاب الأولمبية الصيفية سنة 1996. حقق المركز الأول في بطولة أمم أوروبا لكرة السلة 2005. اعتزل اللعب في 2002. لعب مع نادي إراكليس سالونيك لكرة السلة ونادي ماكدونيكوس لكرة السلة.

## الإنجازات
- كأس اليونان لكرة السلة : (1999)
- بطولة أمم أوروبا لكرة السلة 2005:  ذهبية

## روابط خارجية
- ليفتيريس كاكيسيس على موقع كرة السلة الأوروبية.كوم (الإنجليزية)
- ليفتيريس كاكيسيس على موقع DraftExpress.com (الإنجليزية)
- ليفتيريس كاكيسيس على موقع ريلجم (الإنجليزية)
- ليفتيريس كاكيسيس على موقع بروبوليرز (الإنجليزية)
- ليفتيريس كاكيسيس على موقع سبورتس رفرنس (الإنجليزية)
- ليفتيريس كاكيسيس على موقع أوليمبيديا (الإنجليزية)